# Quatro Dias de Dunquerque de 2018
A 64.ª edição dos Quatro Dias de Dunquerque (oficialmente: 4 Jours de Dunkerque / Tour des Hauts-de-France) celebrou-se na França entre 8 e 13 de maio de 2018 com início e final na cidade de Dunkerque. O percurso consistiu de um total de 6 etapas sobre uma distância total de 1037,1 km.
A prova faz parte do UCI Europe Tour de 2018 dentro da categoria 2.hc (máxima categoria destes circuitos) e foi vencida pelo ciclista belga Dimitri Claeys da equipa Cofidis. O pódio completaram-no o ciclista alemão André Greipel da equipa Lotto-Soudal e o ciclista neerlandês Oscar Riesebeek da equipa Roompot-Nederlandse Loterij.

## Equipas participantes
Tomaram parte na corrida 19 equipas: 3 de categoria UCI WorldTeam; 14 de categoria Profissional Continental; e 2 de categoria Continental. Formando assim um pelotão de 133 ciclistas dos que terminaram 100. As equipas participantes foram:
| Equipes WorldTeam (3)- AG2R La Mondiale - Groupama-FDJ - Lotto Soudal Equipes profissionais Continentais (14)- Aqua Blue Sport - Cofidis, Solutions Crédits - Delko-Marseille Provence-KTM - Direct Énergie - Euskadi Basque Country-Murias - Fortuneo-Samsic - Gazprom-RusVelo - Nippo-Vini Fantini-Europa Ovini - Roompot-Nederlandse Loterij - Sport Vlaanderen-Baloise - Vérandas Willems-Crelan - Vital Concept - Wanty-Groupe Gobert - WB-Aqua Protect-Veranclassic Equipes Continentais (2)- Roubaix Lille Métropole - Saint Michel-Auber 93 |
| |

## Percorrido
Os Quatro Dias de Dunquerque dispuseram de seis etapas para um percurso total de 1037,1 km.
| Etapa | Data    | Percurso                    | type            | Distância (km) | Vencedor       | Líder geral    |
| ----- | ------- | --------------------------- | --------------- | -------------- | -------------- | -------------- |
| 1     | 8 mai.  | Dunquerque – La Bassée      | etapa plana     | 165,3          | Marc Sarreau   | Marc Sarreau   |
| 2     | 9 mai.  | Le Quesnoy – Soissons       | etapa escarpada | 173,3          | André Greipel  | Bryan Coquard  |
| 3     | 10 mai. | Fort-Mahon-Plage – Ecques   | etapa escarpada | 172,2          | Nacer Bouhanni | Timothy Dupont |
| 4     | 11 mai. | Dainville – Mont-Saint-Éloi | etapa escarpada | 172,7          | Bryan Coquard  | Bryan Coquard  |
| 5     | 12 mai. | Wormhout – Cassel           | etapa escarpada | 178,7          | André Greipel  | Dimitri Claeys |
| 6     | 13 mai. | Coulogne – Dunquerque       | etapa plana     | 174,9          | Olivier Le Gac | Dimitri Claeys |

## Desenvolvimento da corrida

### 1.ª etapa
| Dunquerque - La Bassée | etapa plana | (165,3 km) |

| \| Classificação por etapas \| Classificação por etapas \| Classificação por etapas \| Classificação por etapas \| Classificação por etapas \| \| Ciclista \| Ciclista \| Equipe \| Tempo \| \| \| ------------------------ \| ------------------------ \| --------------------------- \| ------------------------ \| ------------------------ \| \| 1. \| Marc Sarreau \| Groupama-FDJ \| 3h56m19s \| \| \| 2. \| Bryan Coquard \| Vital Concept \| + 0s \| \| \| 3. \| Rudy Barbier \| AG2R La Mondiale \| + 0s \| \| \| 4. \| Wouter Wippert \| Roompot-Nederlandse Loterij \| + 0s \| \| \| 5. \| Timothy Dupont \| Wanty-Groupe Gobert \| + 0s \| \| \| 6. \| Jonas Rickaert \| Sport Vlaanderen-Baloise \| + 0s \| \| \| 7. \| Damien Touzé \| Saint Michel-Auber 93 \| + 0s \| \| \| 8. \| Jasper De Buyst \| Lotto-Soudal \| + 0s \| \| \| 9. \| Nacer Bouhanni \| Cofidis, Solutions Crédits \| + 0s \| \| \| 10. \| Coen Vermeltfoort \| Roompot-Nederlandse Loterij \| + 0s \| \| |                   |                             |          |
| |                   |                             |          |
| |                   |                             |          |
| Classificação por etapas |                   |                             |          |
| Ciclista | Ciclista          | Equipe                      | Tempo    |
| 1. | Marc Sarreau      | Groupama-FDJ                | 3h56m19s |
| 2. | Bryan Coquard     | Vital Concept               | + 0s     |
| 3. | Rudy Barbier      | AG2R La Mondiale            | + 0s     |
| 4. | Wouter Wippert    | Roompot-Nederlandse Loterij | + 0s     |
| 5. | Timothy Dupont    | Wanty-Groupe Gobert         | + 0s     |
| 6. | Jonas Rickaert    | Sport Vlaanderen-Baloise    | + 0s     |
| 7. | Damien Touzé      | Saint Michel-Auber 93       | + 0s     |
| 8. | Jasper De Buyst   | Lotto-Soudal                | + 0s     |
| 9. | Nacer Bouhanni    | Cofidis, Solutions Crédits  | + 0s     |
| 10. | Coen Vermeltfoort | Roompot-Nederlandse Loterij | + 0s     |

| \| Classificação geral \| Classificação geral \| Classificação geral \| Classificação geral \| Classificação geral \| \| Ciclista \| Ciclista \| Equipe \| Tempo \| \| \| ------------------- \| ------------------- \| ---------------------------- \| ------------------- \| ------------------- \| \| 1. \| Marc Sarreau \| Groupama-FDJ \| 3h56m09s \| \| \| 2. \| Jérémy Lecroq \| Vital Concept \| + 1s \| \| \| 3. \| Bryan Coquard \| Vital Concept \| + 4s \| \| \| 4. \| Romain Combaud \| Delko-Marseille Provence-KTM \| + 5s \| \| \| 5. \| Rudy Barbier \| AG2R La Mondiale \| + 6s \| \| \| 6. \| Wouter Wippert \| Roompot-Nederlandse Loterij \| + 10s \| \| \| 7. \| Timothy Dupont \| Wanty-Groupe Gobert \| + 10s \| \| \| 8. \| Jonas Rickaert \| Sport Vlaanderen-Baloise \| + 10s \| \| \| 9. \| Damien Touzé \| Saint Michel-Auber 93 \| + 10s \| \| \| 10. \| Jasper De Buyst \| Lotto-Soudal \| + 10s \| \| |                 |                              |          |
| |                 |                              |          |
| |                 |                              |          |
| Classificação geral |                 |                              |          |
| Ciclista | Ciclista        | Equipe                       | Tempo    |
| 1. | Marc Sarreau    | Groupama-FDJ                 | 3h56m09s |
| 2. | Jérémy Lecroq   | Vital Concept                | + 1s     |
| 3. | Bryan Coquard   | Vital Concept                | + 4s     |
| 4. | Romain Combaud  | Delko-Marseille Provence-KTM | + 5s     |
| 5. | Rudy Barbier    | AG2R La Mondiale             | + 6s     |
| 6. | Wouter Wippert  | Roompot-Nederlandse Loterij  | + 10s    |
| 7. | Timothy Dupont  | Wanty-Groupe Gobert          | + 10s    |
| 8. | Jonas Rickaert  | Sport Vlaanderen-Baloise     | + 10s    |
| 9. | Damien Touzé    | Saint Michel-Auber 93        | + 10s    |
| 10. | Jasper De Buyst | Lotto-Soudal                 | + 10s    |

### 2.ª etapa
| Le Quesnoy - Soissons | etapa escarpada | (173,3 km) |

| \| Classificação por etapas \| Classificação por etapas \| Classificação por etapas \| Classificação por etapas \| Classificação por etapas \| \| Ciclista \| Ciclista \| Equipe \| Tempo \| \| \| ------------------------ \| ------------------------ \| ---------------------------- \| ------------------------ \| ------------------------ \| \| 1. \| André Greipel \| Lotto-Soudal \| 4h18m15s \| \| \| 2. \| Timothy Dupont \| Wanty-Groupe Gobert \| + 0s \| \| \| 3. \| Bryan Coquard \| Vital Concept \| + 0s \| \| \| 4. \| Wouter Wippert \| Roompot-Nederlandse Loterij \| + 0s \| \| \| 5. \| Marc Sarreau \| Groupama-FDJ \| + 0s \| \| \| 6. \| Amaury Capiot \| Sport Vlaanderen-Baloise \| + 0s \| \| \| 7. \| Rudy Barbier \| AG2R La Mondiale \| + 0s \| \| \| 8. \| Damien Touzé \| Saint Michel-Auber 93 \| + 0s \| \| \| 9. \| Evaldas Šiškevičius \| Delko-Marseille Provence-KTM \| + 0s \| \| \| 10. \| Jonas Rickaert \| Sport Vlaanderen-Baloise \| + 0s \| \| |                     |                              |          |
| |                     |                              |          |
| |                     |                              |          |
| Classificação por etapas |                     |                              |          |
| Ciclista | Ciclista            | Equipe                       | Tempo    |
| 1. | André Greipel       | Lotto-Soudal                 | 4h18m15s |
| 2. | Timothy Dupont      | Wanty-Groupe Gobert          | + 0s     |
| 3. | Bryan Coquard       | Vital Concept                | + 0s     |
| 4. | Wouter Wippert      | Roompot-Nederlandse Loterij  | + 0s     |
| 5. | Marc Sarreau        | Groupama-FDJ                 | + 0s     |
| 6. | Amaury Capiot       | Sport Vlaanderen-Baloise     | + 0s     |
| 7. | Rudy Barbier        | AG2R La Mondiale             | + 0s     |
| 8. | Damien Touzé        | Saint Michel-Auber 93        | + 0s     |
| 9. | Evaldas Šiškevičius | Delko-Marseille Provence-KTM | + 0s     |
| 10. | Jonas Rickaert      | Sport Vlaanderen-Baloise     | + 0s     |

| \| Classificação geral \| Classificação geral \| Classificação geral \| Classificação geral \| Classificação geral \| \| Ciclista \| Ciclista \| Equipe \| Tempo \| \| \| ------------------- \| ------------------- \| ------------------------------- \| ------------------- \| ------------------- \| \| 1. \| Bryan Coquard \| Vital Concept \| 8h14m22s \| \| \| 2. \| Marc Sarreau \| Groupama-FDJ \| + 2s \| \| \| 3. \| Jérémy Lecroq \| Vital Concept \| + 3s \| \| \| 4. \| Brice Feillu \| Fortuneo-Samsic \| + 3s \| \| \| 5. \| Timothy Dupont \| Wanty-Groupe Gobert \| + 6s \| \| \| 6. \| Romain Combaud \| Delko-Marseille Provence-KTM \| + 7s \| \| \| 7. \| Rudy Barbier \| AG2R La Mondiale \| + 8s \| \| \| 8. \| Juan José Lobato \| Nippo-Vini Fantini-Europa Ovini \| + 11s \| \| \| 9. \| Wouter Wippert \| Roompot-Nederlandse Loterij \| + 12s \| \| \| 10. \| Damien Touzé \| Saint Michel-Auber 93 \| + 12s \| \| |                  |                                 |          |
| |                  |                                 |          |
| |                  |                                 |          |
| Classificação geral |                  |                                 |          |
| Ciclista | Ciclista         | Equipe                          | Tempo    |
| 1. | Bryan Coquard    | Vital Concept                   | 8h14m22s |
| 2. | Marc Sarreau     | Groupama-FDJ                    | + 2s     |
| 3. | Jérémy Lecroq    | Vital Concept                   | + 3s     |
| 4. | Brice Feillu     | Fortuneo-Samsic                 | + 3s     |
| 5. | Timothy Dupont   | Wanty-Groupe Gobert             | + 6s     |
| 6. | Romain Combaud   | Delko-Marseille Provence-KTM    | + 7s     |
| 7. | Rudy Barbier     | AG2R La Mondiale                | + 8s     |
| 8. | Juan José Lobato | Nippo-Vini Fantini-Europa Ovini | + 11s    |
| 9. | Wouter Wippert   | Roompot-Nederlandse Loterij     | + 12s    |
| 10. | Damien Touzé     | Saint Michel-Auber 93           | + 12s    |

### 3.ª etapa
| Fort-Mahon-Plage - Ecques | etapa escarpada | (172,2 km) |

| \| Classificação por etapas \| Classificação por etapas \| Classificação por etapas \| Classificação por etapas \| Classificação por etapas \| \| Ciclista \| Ciclista \| Equipe \| Tempo \| \| \| ------------------------ \| ------------------------ \| ------------------------------- \| ------------------------ \| ------------------------ \| \| 1. \| Nacer Bouhanni \| Cofidis, Solutions Crédits \| 4h10m38s \| \| \| 2. \| Timothy Dupont \| Wanty-Groupe Gobert \| + 0s \| \| \| 3. \| Wouter Wippert \| Roompot-Nederlandse Loterij \| + 0s \| \| \| 4. \| Eduard-Michael Grosu \| Nippo-Vini Fantini-Europa Ovini \| + 0s \| \| \| 5. \| Piet Allegaert \| Sport Vlaanderen-Baloise \| + 0s \| \| \| 6. \| Evaldas Šiškevičius \| Delko-Marseille Provence-KTM \| + 0s \| \| \| 7. \| Mikel Aristi \| Euskadi-Murias \| + 0s \| \| \| 8. \| Rudy Barbier \| AG2R La Mondiale \| + 0s \| \| \| 9. \| Bram Welten \| Fortuneo-Samsic \| + 0s \| \| \| 10. \| Edward Planckaert \| Sport Vlaanderen-Baloise \| + 0s \| \| |                      |                                 |          |
| |                      |                                 |          |
| |                      |                                 |          |
| Classificação por etapas |                      |                                 |          |
| Ciclista | Ciclista             | Equipe                          | Tempo    |
| 1. | Nacer Bouhanni       | Cofidis, Solutions Crédits      | 4h10m38s |
| 2. | Timothy Dupont       | Wanty-Groupe Gobert             | + 0s     |
| 3. | Wouter Wippert       | Roompot-Nederlandse Loterij     | + 0s     |
| 4. | Eduard-Michael Grosu | Nippo-Vini Fantini-Europa Ovini | + 0s     |
| 5. | Piet Allegaert       | Sport Vlaanderen-Baloise        | + 0s     |
| 6. | Evaldas Šiškevičius  | Delko-Marseille Provence-KTM    | + 0s     |
| 7. | Mikel Aristi         | Euskadi-Murias                  | + 0s     |
| 8. | Rudy Barbier         | AG2R La Mondiale                | + 0s     |
| 9. | Bram Welten          | Fortuneo-Samsic                 | + 0s     |
| 10. | Edward Planckaert    | Sport Vlaanderen-Baloise        | + 0s     |

| \| Classificação geral \| Classificação geral \| Classificação geral \| Classificação geral \| Classificação geral \| \| Ciclista \| Ciclista \| Equipe \| Tempo \| \| \| ------------------- \| -------------------- \| ---------------------------- \| ------------------- \| ------------------- \| \| 1. \| Timothy Dupont \| Wanty-Groupe Gobert \| 12h25m00s \| \| \| 2. \| Bryan Coquard \| Vital Concept \| + 0s \| \| \| 3. \| Marc Sarreau \| Groupama-FDJ \| + 2s \| \| \| 4. \| Nacer Bouhanni \| Cofidis, Solutions Crédits \| + 2s \| \| \| 5. \| Jérémy Lecroq \| Vital Concept \| + 3s \| \| \| 6. \| Brice Feillu \| Fortuneo-Samsic \| + 3s \| \| \| 7. \| Jérémy Leveau \| Delko-Marseille Provence-KTM \| + 4s \| \| \| 8. \| Jan-Willem van Schip \| Roompot-Nederlandse Loterij \| + 5s \| \| \| 9. \| Romain Combaud \| Delko-Marseille Provence-KTM \| + 7s \| \| \| 10. \| Wouter Wippert \| Roompot-Nederlandse Loterij \| + 8s \| \| |                      |                              |           |
| |                      |                              |           |
| |                      |                              |           |
| Classificação geral |                      |                              |           |
| Ciclista | Ciclista             | Equipe                       | Tempo     |
| 1. | Timothy Dupont       | Wanty-Groupe Gobert          | 12h25m00s |
| 2. | Bryan Coquard        | Vital Concept                | + 0s      |
| 3. | Marc Sarreau         | Groupama-FDJ                 | + 2s      |
| 4. | Nacer Bouhanni       | Cofidis, Solutions Crédits   | + 2s      |
| 5. | Jérémy Lecroq        | Vital Concept                | + 3s      |
| 6. | Brice Feillu         | Fortuneo-Samsic              | + 3s      |
| 7. | Jérémy Leveau        | Delko-Marseille Provence-KTM | + 4s      |
| 8. | Jan-Willem van Schip | Roompot-Nederlandse Loterij  | + 5s      |
| 9. | Romain Combaud       | Delko-Marseille Provence-KTM | + 7s      |
| 10. | Wouter Wippert       | Roompot-Nederlandse Loterij  | + 8s      |

### 4.ª etapa
| Dainville - Mont-Saint-Éloi | etapa escarpada | (172,7 km) |

| \| Classificação por etapas \| Classificação por etapas \| Classificação por etapas \| Classificação por etapas \| Classificação por etapas \| \| Ciclista \| Ciclista \| Equipe \| Tempo \| \| \| ------------------------ \| ------------------------ \| --------------------------- \| ------------------------ \| ------------------------ \| \| 1. \| Bryan Coquard \| Vital Concept \| 4h08m46s \| \| \| 2. \| Jasper De Buyst \| Lotto-Soudal \| + 0s \| \| \| 3. \| Wouter Wippert \| Roompot-Nederlandse Loterij \| + 0s \| \| \| 4. \| Samuel Dumoulin \| AG2R La Mondiale \| + 0s \| \| \| 5. \| Xandro Meurisse \| Wanty-Groupe Gobert \| + 0s \| \| \| 6. \| Jérémy Lecroq \| Vital Concept \| + 0s \| \| \| 7. \| Mikel Aristi \| Euskadi-Murias \| + 0s \| \| \| 8. \| Julien Simon \| Cofidis, Solutions Crédits \| + 0s \| \| \| 9. \| Marc Sarreau \| Groupama-FDJ \| + 0s \| \| \| 10. \| Romain Cardis \| Direct Énergie \| + 0s \| \| |                 |                             |          |
| |                 |                             |          |
| |                 |                             |          |
| Classificação por etapas |                 |                             |          |
| Ciclista | Ciclista        | Equipe                      | Tempo    |
| 1. | Bryan Coquard   | Vital Concept               | 4h08m46s |
| 2. | Jasper De Buyst | Lotto-Soudal                | + 0s     |
| 3. | Wouter Wippert  | Roompot-Nederlandse Loterij | + 0s     |
| 4. | Samuel Dumoulin | AG2R La Mondiale            | + 0s     |
| 5. | Xandro Meurisse | Wanty-Groupe Gobert         | + 0s     |
| 6. | Jérémy Lecroq   | Vital Concept               | + 0s     |
| 7. | Mikel Aristi    | Euskadi-Murias              | + 0s     |
| 8. | Julien Simon    | Cofidis, Solutions Crédits  | + 0s     |
| 9. | Marc Sarreau    | Groupama-FDJ                | + 0s     |
| 10. | Romain Cardis   | Direct Énergie              | + 0s     |

| \| Classificação geral \| Classificação geral \| Classificação geral \| Classificação geral \| Classificação geral \| \| Ciclista \| Ciclista \| Equipe \| Tempo \| \| \| ------------------- \| -------------------- \| ---------------------------- \| ------------------- \| ------------------- \| \| 1. \| Bryan Coquard \| Vital Concept \| 16h33m36s \| \| \| 2. \| Timothy Dupont \| Wanty-Groupe Gobert \| + 10s \| \| \| 3. \| Marc Sarreau \| Groupama-FDJ \| + 12s \| \| \| 4. \| Nacer Bouhanni \| Cofidis, Solutions Crédits \| + 12s \| \| \| 5. \| Jérémy Lecroq \| Vital Concept \| + 13s \| \| \| 6. \| Brice Feillu \| Fortuneo-Samsic \| + 13s \| \| \| 7. \| Lasse Norman Hansen \| Aqua Blue Sport \| + 13s \| \| \| 8. \| Wouter Wippert \| Roompot-Nederlandse Loterij \| + 14s \| \| \| 9. \| Jérémy Leveau \| Delko-Marseille Provence-KTM \| + 14s \| \| \| 10. \| Jan-Willem van Schip \| Roompot-Nederlandse Loterij \| + 15s \| \| |                      |                              |           |
| |                      |                              |           |
| |                      |                              |           |
| Classificação geral |                      |                              |           |
| Ciclista | Ciclista             | Equipe                       | Tempo     |
| 1. | Bryan Coquard        | Vital Concept                | 16h33m36s |
| 2. | Timothy Dupont       | Wanty-Groupe Gobert          | + 10s     |
| 3. | Marc Sarreau         | Groupama-FDJ                 | + 12s     |
| 4. | Nacer Bouhanni       | Cofidis, Solutions Crédits   | + 12s     |
| 5. | Jérémy Lecroq        | Vital Concept                | + 13s     |
| 6. | Brice Feillu         | Fortuneo-Samsic              | + 13s     |
| 7. | Lasse Norman Hansen  | Aqua Blue Sport              | + 13s     |
| 8. | Wouter Wippert       | Roompot-Nederlandse Loterij  | + 14s     |
| 9. | Jérémy Leveau        | Delko-Marseille Provence-KTM | + 14s     |
| 10. | Jan-Willem van Schip | Roompot-Nederlandse Loterij  | + 15s     |

### 5.ª etapa
| Wormhout - Cassel | etapa escarpada | (178,7 km) |

| \| Classificação por etapas \| Classificação por etapas \| Classificação por etapas \| Classificação por etapas \| Classificação por etapas \| \| Ciclista \| Ciclista \| Equipe \| Tempo \| \| \| ------------------------ \| ------------------------ \| ------------------------------- \| ------------------------ \| ------------------------ \| \| 1. \| André Greipel \| Lotto-Soudal \| 4h27m55s \| \| \| 2. \| Dimitri Claeys \| Cofidis, Solutions Crédits \| + 0s \| \| \| 3. \| Oscar Riesebeek \| Roompot-Nederlandse Loterij \| + 0s \| \| \| 4. \| Valentin Madouas \| Groupama-FDJ \| + 19s \| \| \| 5. \| Alexis Gougeard \| AG2R La Mondiale \| + 19s \| \| \| 6. \| Eduard-Michael Grosu \| Nippo-Vini Fantini-Europa Ovini \| + 1m04s \| \| \| 7. \| Timothy Dupont \| Wanty-Groupe Gobert \| + 1m04s \| \| \| 8. \| Xandro Meurisse \| Wanty-Groupe Gobert \| + 1m04s \| \| \| 9. \| Casper Pedersen \| Aqua Blue Sport \| + 1m04s \| \| \| 10. \| Evaldas Šiškevičius \| Delko-Marseille Provence-KTM \| + 1m04s \| \| |                      |                                 |          |
| |                      |                                 |          |
| |                      |                                 |          |
| Classificação por etapas |                      |                                 |          |
| Ciclista | Ciclista             | Equipe                          | Tempo    |
| 1. | André Greipel        | Lotto-Soudal                    | 4h27m55s |
| 2. | Dimitri Claeys       | Cofidis, Solutions Crédits      | + 0s     |
| 3. | Oscar Riesebeek      | Roompot-Nederlandse Loterij     | + 0s     |
| 4. | Valentin Madouas     | Groupama-FDJ                    | + 19s    |
| 5. | Alexis Gougeard      | AG2R La Mondiale                | + 19s    |
| 6. | Eduard-Michael Grosu | Nippo-Vini Fantini-Europa Ovini | + 1m04s  |
| 7. | Timothy Dupont       | Wanty-Groupe Gobert             | + 1m04s  |
| 8. | Xandro Meurisse      | Wanty-Groupe Gobert             | + 1m04s  |
| 9. | Casper Pedersen      | Aqua Blue Sport                 | + 1m04s  |
| 10. | Evaldas Šiškevičius  | Delko-Marseille Provence-KTM    | + 1m04s  |

| \| Classificação geral \| Classificação geral \| Classificação geral \| Classificação geral \| Classificação geral \| \| Ciclista \| Ciclista \| Equipe \| Tempo \| \| \| ------------------- \| ------------------- \| ---------------------------- \| ------------------- \| ------------------- \| \| 1. \| Dimitri Claeys \| Cofidis, Solutions Crédits \| 21h01m53s \| \| \| 2. \| Oscar Riesebeek \| Roompot-Nederlandse Loterij \| + 2s \| \| \| 3. \| André Greipel \| Lotto-Soudal \| + 4s \| \| \| 4. \| Alexis Gougeard \| AG2R La Mondiale \| + 19s \| \| \| 5. \| Valentin Madouas \| Groupama-FDJ \| + 50s \| \| \| 6. \| Timothy Dupont \| Wanty-Groupe Gobert \| + 52s \| \| \| 7. \| Marc Sarreau \| Groupama-FDJ \| + 57s \| \| \| 8. \| Brice Feillu \| Fortuneo-Samsic \| + 58s \| \| \| 9. \| Evaldas Šiškevičius \| Delko-Marseille Provence-KTM \| + 1m04s \| \| \| 10. \| Xandro Meurisse \| Wanty-Groupe Gobert \| + 1m04s \| \| |                     |                              |           |
| |                     |                              |           |
| |                     |                              |           |
| Classificação geral |                     |                              |           |
| Ciclista | Ciclista            | Equipe                       | Tempo     |
| 1. | Dimitri Claeys      | Cofidis, Solutions Crédits   | 21h01m53s |
| 2. | Oscar Riesebeek     | Roompot-Nederlandse Loterij  | + 2s      |
| 3. | André Greipel       | Lotto-Soudal                 | + 4s      |
| 4. | Alexis Gougeard     | AG2R La Mondiale             | + 19s     |
| 5. | Valentin Madouas    | Groupama-FDJ                 | + 50s     |
| 6. | Timothy Dupont      | Wanty-Groupe Gobert          | + 52s     |
| 7. | Marc Sarreau        | Groupama-FDJ                 | + 57s     |
| 8. | Brice Feillu        | Fortuneo-Samsic              | + 58s     |
| 9. | Evaldas Šiškevičius | Delko-Marseille Provence-KTM | + 1m04s   |
| 10. | Xandro Meurisse     | Wanty-Groupe Gobert          | + 1m04s   |

### 6.ª etapa
| Coulogne - Dunquerque | etapa plana | (174,9 km) |

| \| Classificação por etapas \| Classificação por etapas \| Classificação por etapas \| Classificação por etapas \| Classificação por etapas \| \| Ciclista \| Ciclista \| Equipe \| Tempo \| \| \| ------------------------ \| ------------------------ \| ---------------------------- \| ------------------------ \| ------------------------ \| \| 1. \| Olivier Le Gac \| Groupama-FDJ \| 3h50m50s \| \| \| 2. \| Casper Pedersen \| Aqua Blue Sport \| + 0s \| \| \| 3. \| Xandro Meurisse \| Wanty-Groupe Gobert \| + 0s \| \| \| 4. \| Aimé De Gendt \| Sport Vlaanderen-Baloise \| + 0s \| \| \| 5. \| Paul Ourselin \| Direct Énergie \| + 0s \| \| \| 6. \| Mauro Finetto \| Delko-Marseille Provence-KTM \| + 0s \| \| \| 7. \| Héctor Benito Sáez \| Euskadi-Murias \| + 0s \| \| \| 8. \| Julien Antomarchi \| Roubaix Lille Métropole \| + 0s \| \| \| 9. \| Florian Vachon \| Fortuneo-Samsic \| + 0s \| \| \| 10. \| Nikolay Trusov \| Gazprom-RusVelo \| + 0s \| \| |                    |                              |          |
| |                    |                              |          |
| |                    |                              |          |
| Classificação por etapas |                    |                              |          |
| Ciclista | Ciclista           | Equipe                       | Tempo    |
| 1. | Olivier Le Gac     | Groupama-FDJ                 | 3h50m50s |
| 2. | Casper Pedersen    | Aqua Blue Sport              | + 0s     |
| 3. | Xandro Meurisse    | Wanty-Groupe Gobert          | + 0s     |
| 4. | Aimé De Gendt      | Sport Vlaanderen-Baloise     | + 0s     |
| 5. | Paul Ourselin      | Direct Énergie               | + 0s     |
| 6. | Mauro Finetto      | Delko-Marseille Provence-KTM | + 0s     |
| 7. | Héctor Benito Sáez | Euskadi-Murias               | + 0s     |
| 8. | Julien Antomarchi  | Roubaix Lille Métropole      | + 0s     |
| 9. | Florian Vachon     | Fortuneo-Samsic              | + 0s     |
| 10. | Nikolay Trusov     | Gazprom-RusVelo              | + 0s     |

## Classificações finais
As classificações finalizaram da seguinte forma:

### Classificação geral
| \| Classificação geral \| Classificação geral \| Classificação geral \| Classificação geral \| Classificação geral \| \| Ciclista \| Ciclista \| Equipe \| Tempo \| \| \| ------------------- \| ------------------- \| --------------------------- \| ------------------- \| ------------------- \| \| 1. \| Dimitri Claeys \| Cofidis, Solutions Crédits \| 24h52m54s \| \| \| 2. \| André Greipel \| Lotto-Soudal \| + 1s \| \| \| 3. \| Oscar Riesebeek \| Roompot-Nederlandse Loterij \| + 2s \| \| \| 4. \| Alexis Gougeard \| AG2R La Mondiale \| + 12s \| \| \| 5. \| Casper Pedersen \| Aqua Blue Sport \| + 41s \| \| \| 6. \| Xandro Meurisse \| Wanty-Groupe Gobert \| + 46s \| \| \| 7. \| Valentin Madouas \| Groupama-FDJ \| + 50s \| \| \| 8. \| Timothy Dupont \| Wanty-Groupe Gobert \| + 52s \| \| \| 9. \| Julien Antomarchi \| Roubaix Lille Métropole \| + 53s \| \| \| 10. \| Olivier Le Gac \| Groupama-FDJ \| + 56s \| \| |                   |                             |           |
| |                   |                             |           |
| Fonte: ProCyclingStats |                   |                             |           |
| Classificação geral |                   |                             |           |
| Ciclista | Ciclista          | Equipe                      | Tempo     |
| 1. | Dimitri Claeys    | Cofidis, Solutions Crédits  | 24h52m54s |
| 2. | André Greipel     | Lotto-Soudal                | + 1s      |
| 3. | Oscar Riesebeek   | Roompot-Nederlandse Loterij | + 2s      |
| 4. | Alexis Gougeard   | AG2R La Mondiale            | + 12s     |
| 5. | Casper Pedersen   | Aqua Blue Sport             | + 41s     |
| 6. | Xandro Meurisse   | Wanty-Groupe Gobert         | + 46s     |
| 7. | Valentin Madouas  | Groupama-FDJ                | + 50s     |
| 8. | Timothy Dupont    | Wanty-Groupe Gobert         | + 52s     |
| 9. | Julien Antomarchi | Roubaix Lille Métropole     | + 53s     |
| 10. | Olivier Le Gac    | Groupama-FDJ                | + 56s     |

### Classificação por pontos
| Classificação por pontos | Classificação por pontos | Classificação por pontos     | Classificação por pontos | Classificação por pontos |
| Ciclista                 | Ciclista                 | Equipe                       | Pontos                   |                          |
| ------------------------ | ------------------------ | ---------------------------- | ------------------------ | ------------------------ |
| 1.                       | Timothy Dupont           | Wanty-Groupe Gobert          | 61 pts                   |                          |
| 2.                       | Wouter Wippert           | Roompot-Nederlandse Loterij  | 56 pts                   |                          |
| 3.                       | André Greipel            | Lotto-Soudal                 | 47 pts                   |                          |
| 4.                       | Marc Sarreau             | Groupama-FDJ                 | 45 pts                   |                          |
| 5.                       | Rudy Barbier             | AG2R La Mondiale             | 38 pts                   |                          |
| 6.                       | Xandro Meurisse          | Wanty-Groupe Gobert          | 37 pts                   |                          |
| 7.                       | Casper Pedersen          | Aqua Blue Sport              | 32 pts                   |                          |
| 8.                       | Nacer Bouhanni           | Cofidis, Solutions Crédits   | 29 pts                   |                          |
| 9.                       | Evaldas Šiškevičius      | Delko-Marseille Provence-KTM | 27 pts                   |                          |
| 10.                      | Mikel Aristi             | Euskadi-Murias               | 27 pts                   |                          |

### Classificação da montanha
| Classificação da montanha | Classificação da montanha | Classificação da montanha  | Classificação da montanha | Classificação da montanha |
| Ciclista                  | Ciclista                  | Equipe                     | Pontos                    |                           |
| ------------------------- | ------------------------- | -------------------------- | ------------------------- | ------------------------- |
| 1.                        | Pierre Idjouadiène        | Roubaix Lille Métropole    | 24 pts                    |                           |
| 2.                        | Conor Dunne               | Aqua Blue Sport            | 18 pts                    |                           |
| 3.                        | Lasse Norman Hansen       | Aqua Blue Sport            | 13 pts                    |                           |
| 4.                        | Dimitri Claeys            | Cofidis, Solutions Crédits | 9 pts                     |                           |
| 5.                        | Julien Duval              | AG2R La Mondiale           | 9 pts                     |                           |
| 6.                        | Jonas Rickaert            | Sport Vlaanderen-Baloise   | 9 pts                     |                           |
| 7.                        | Peter Koning              | Aqua Blue Sport            | 9 pts                     |                           |
| 8.                        | Héctor Benito Sáez        | Euskadi-Murias             | 6 pts                     |                           |
| 9.                        | Alexis Gougeard           | AG2R La Mondiale           | 6 pts                     |                           |
| 10.                       | Brice Feillu              | Fortuneo-Samsic            | 6 pts                     |                           |

### Classificação dos jovens
| Classificação dos jovens | Classificação dos jovens | Classificação dos jovens | Classificação dos jovens | Classificação dos jovens |
| Ciclista                 | Ciclista                 | Equipe                   | Tempo                    |                          |
| ------------------------ | ------------------------ | ------------------------ | ------------------------ | ------------------------ |
| 1.                       | Casper Pedersen          | Aqua Blue Sport          | 24h53m35s                |                          |
| 2.                       | Valentin Madouas         | Groupama-FDJ             | + 9s                     |                          |
| 3.                       | Olivier Le Gac           | Groupama-FDJ             | + 15s                    |                          |
| 4.                       | Marc Sarreau             | Groupama-FDJ             | + 16s                    |                          |
| 5.                       | Aimé De Gendt            | Sport Vlaanderen-Baloise | + 33s                    |                          |
| 6.                       | Rémy Mertz               | Lotto-Soudal             | + 36s                    |                          |
| 7.                       | Paul Ourselin            | Direct Énergie           | + 49s                    |                          |
| 8.                       | Daniel Hoelgaard         | Groupama-FDJ             | + 1m01s                  |                          |
| 9.                       | Damien Touzé             | Saint Michel-Auber 93    | + 1m59s                  |                          |
| 10.                      | Amaury Capiot            | Sport Vlaanderen-Baloise | + 3m47s                  |                          |

### Classificação por equipas
| Classificação por equipes | Classificação por equipes    | Classificação por equipes | Classificação por equipes |
| Equipe                    | Equipe                       | Tempo                     |                           |
| ------------------------- | ---------------------------- | ------------------------- | ------------------------- |
| 1.                        | Groupama-FDJ                 | 74h41m14s                 |                           |
| 2.                        | Aqua Blue Sport              | + 53s                     |                           |
| 3.                        | Delko-Marseille Provence-KTM | + 1m24s                   |                           |
| 4.                        | Wanty-Groupe Gobert          | + 1m39s                   |                           |
| 5.                        | Cofidis, Solutions Crédits   | + 2m01s                   |                           |
| 6.                        | Fortuneo-Samsic              | + 2m24s                   |                           |
| 7.                        | Direct Énergie               | + 3m00s                   |                           |
| 8.                        | Saint Michel-Auber 93        | + 3m01s                   |                           |
| 9.                        | Roompot-Nederlandse Loterij  | + 3m03s                   |                           |
| 10.                       | Lotto Soudal                 | + 3m10s                   |                           |

## Evolução das classificações
| Etapa                 | Vencedor              | Classificação geral | Classificação por pontos | Classificação da montanha | Classificação dos jovens | Classificação por equipas |
| --------------------- | --------------------- | ------------------- | ------------------------ | ------------------------- | ------------------------ | ------------------------- |
| 1.ª                   | Marc Sarreau          | Marc Sarreau        | Marc Sarreau             | Pierre Idjouadiene        | Marc Sarreau             | Sport Vlaanderen-Baloise  |
| 2.ª                   | André Greipel         | Bryan Coquard       | Bryan Coquard            | Conor Dunne               | Marc Sarreau             | Sport Vlaanderen-Baloise  |
| 3.ª                   | Nacer Bouhanni        | Timothy Dupont      | Timothy Dupont           | Conor Dunne               | Marc Sarreau             | Sport Vlaanderen-Baloise  |
| 4.ª                   | Bryan Coquard         | Bryan Coquard       | Wouter Wippert           | Conor Dunne               | Marc Sarreau             | Sport Vlaanderen-Baloise  |
| 5.ª                   | André Greipel         | Dimitri Claeys      | Timothy Dupont           | Pierre Idjouadiene        | Valentin Madouas         | Groupama-FDJ              |
| 6.ª                   | Olivier Le Gac        | Dimitri Claeys      | Timothy Dupont           | Pierre Idjouadiene        | Casper Pedersen          | Groupama-FDJ              |
| Classificações finais | Classificações finais | Dimitri Claeys      | Timothy Dupont           | Pierre Idjouadiene        | Casper Pedersen          | Groupama-FDJ              |

## UCI World Ranking
A corrida Quatro Dias de Dunquerque outorga pontos para o UCI Europe Tour de 2018 e o UCI World Ranking, este último para corredores das equipas nas categorias UCI WorldTeam, Profissional Continental e Equipas Continentais. As seguintes tabelas mostram o barómetro de pontuação e os 10 corredores que obtiveram mais pontos:
| Posição             | 1.º | 2.º | 3.º | 4.º | 5.º | 6.º | 7.º | 8.º | 9.º | 10.º | 11.º | 12.º | 13.º | 14.º | 15.º | 16.º-30.º | 31.º-40.º |
| Classificação geral | 200 | 150 | 125 | 100 | 85  | 70  | 60  | 50  | 40  | 35   | 30   | 25   | 20   | 15   | 10   | 5         | 3         |
| Por etapa           | 20  | 10  | 5   |     |     |     |     |     |     |      |      |      |      |      |      |           |           |
| Líder               | 5   |     |     |     |     |     |     |     |     |      |      |      |      |      |      |           |           |

| Classificação | Classificação    | Classificação               | Classificação | Classificação | Classificação | Classificação |
| Posição       | Ciclista         | Equipa                      | Geral         | Etapa         | Líder         | Total         |
| ------------- | ---------------- | --------------------------- | ------------- | ------------- | ------------- | ------------- |
| 1.º           | Dimitri Claeys   | Cofidis, Solutions Crédits  | 200           | 10            | 5             | 215           |
| 2.º           | André Greipel    | Lotto Soudal                | 150           | 40            | -             | 190           |
| 3.º           | Oscar Riesebeek  | Roompot-Nederlandse Loterij | 125           | 5             | -             | 130           |
| 4.º           | Alexis Gougeard  | AG2R La Mondiale            | 100           | -             | -             | 100           |
| 5.º           | Casper Pedersen  | Aqua Blue Sport             | 85            | 10            | -             | 95            |
| 6.º           | Xandro Meurisse  | Wanty-Groupe Gobert         | 70            | 5             | -             | 75            |
| 7.º           | Timothy Dupont   | Wanty-Groupe Gobert         | 50            | 20            | 5             | 75            |
| 8.º           | Valentin Madouas | Groupama-FDJ                | 60            | -             | -             | 60            |
| 9.º           | Olivier Le Gac   | Groupama-FDJ                | 35            | 20            | -             | 55            |
| 10.º          | Marc Sarreau     | Groupama-FDJ                | 30            | 20            | 5             | 55            |